# Кубок Англии по футболу 1900/1901
Кубок Англии 1900/1901 (англ. FA Cup 1900–01) — 30-й розыгрыш старейшего кубкового футбольного турнира, Кубка Футбольной ассоциации, более известного как Кубок Англии. Победителем стал клуб Южной футбольной лиги «Тоттенхэм Хотспур», обыгравший в переигровке финального матча «Шеффилд Юнайтед» со счётом 3:1. Это единственный случай в истории Кубка Англии, когда его выиграл клуб, не входивший в Футбольную лигу.

## Календарь
| Раунд                            | Дата                      |
| -------------------------------- | ------------------------- |
| Предварительный раунд            | Суббота, 22 сентября 1900 |
| Первый квалификационный раунд    | Суббота, 6 октября 1900   |
| Второй квалификационный раунд    | Суббота, 20 октября 1900  |
| Третий квалификационный раунд    | Суббота, 3 ноября 1900    |
| Четвёртый квалификационный раунд | Суббота, 17 ноября 1900   |
| Пятый квалификационный раунд     | Суббота, 8 декабря 1900   |
| Промежуточный раунд              | Суббота, 5 января 1901    |
| Первый раунд                     | Суббота, 9 февраля 1901   |
| Второй раунд                     | Суббота, 23 февраля 1901  |
| Третий раунд                     | Суббота, 23 марта 1901    |
| Полуфиналы                       | Суббота, 6 апреля 1901    |
| Финал                            | Суббота, 20 апреля 1901   |

## Промежуточный раунд
В промежуточном раунде было сыграно 10 матчей, в которых приняли участие 10 победителей пятого квалификационного раунда и 10 новых участников: два клуба из Первого дивизиона («Ливерпуль» и «Сток») , шесть клубов из Второго дивизиона («Берзлем Порт Вейл», «Глоссоп», «Гримсби Таун», «Ньютон Хит», «Нью-Брайтон Тауэр» и «Вулидж Арсенал») и два клуба из Южной футбольной лиги («Портсмут» и «Бристоль Сити»).
| №           | Хозяева           | Счёт | Гости             | Дата           |
| ----------- | ----------------- | ---- | ----------------- | -------------- |
| 1           | Честерфилд        | 3:0  | Уолсолл           | 5 января 1901  |
| 2           | Дарвен            | 0:2  | Вулидж Арсенал    | 5 января 1901  |
| 3           | Кеттеринг         | 1:0  | Кру Александра    | 5 января 1901  |
| 4           | Сток              | 1:0  | Глоссоп           | 5 января 1901  |
| 5           | Рединг            | 1:1  | Бристоль Сити     | 5 января 1901  |
| Переигровка | Бристоль Сити     | 0:0  | Рединг            | 9 января 1901  |
| Переигровка | Рединг            | 2:1  | Бристоль Сити     | 14 января 1901 |
| 6           | Гримсби Таун      | 0:1  | Мидлсбро          | 5 января 1901  |
| 7           | Берзлем Порт Вейл | 1:3  | Нью-Брайтон Тауэр | 5 января 1901  |
| 8           | Лутон Таун        | 1:2  | Бристоль Роверс   | 5 января 1901  |
| 9           | Ньютон Хит        | 3:0  | Портсмут          | 5 января 1901  |
| 10          | Вест Хэм Юнайтед  | 0:1  | Ливерпуль         | 5 января 1901  |

## Первый раунд
В первом раунде сыграли 32 команды: 10 победителей промежуточного раунда, 16 из 18 клубов Первого дивизиона, а также 3 клуба из Второго дивизиона («Смолл Хит», «Бернли» и «Лестер Фосс») и 3 клуба из Южной футбольной лиги («Саутгемптон», «Миллуолл Атлетик» и «Тоттенхэм Хотспур»). 
| №           | Хозяева                 | Счёт | Гости             | Дата            |
| ----------- | ----------------------- | ---- | ----------------- | --------------- |
| 1           | Кеттеринг               | 1:1  | Честерфилд        | 9 февраля 1901  |
| Переигровка | Честерфилд              | 1:2  | Кеттеринг         | 13 февраля 1901 |
| 2           | Саутгемптон             | 1:3  | Эвертон           | 9 февраля 1901  |
| 3           | Сток                    | 1:1  | Смолл Хит         | 9 февраля 1901  |
| Переигровка | Смолл Хит               | 2:1  | Сток              | 13 февраля 1901 |
| 4           | Рединг                  | 2:0  | Бристоль Роверс   | 9 февраля 1901  |
| 5           | Ноттс Каунти            | 2:0  | Ливерпуль         | 9 февраля 1901  |
| 6           | Ноттингем Форест        | 5:1  | Лестер Фосс       | 9 февраля 1901  |
| 7           | Астон Вилла             | 5:0  | Миллуолл Атлетик  | 9 февраля 1901  |
| 8           | Уэнсдей                 | 0:1  | Бери              | 9 февраля 1901  |
| 9           | Болтон Уондерерс        | 1:0  | Дерби Каунти      | 9 февраля 1901  |
| 10          | Вулверхэмптон Уондерерс | 5:1  | Нью-Брайтон Тауэр | 9 февраля 1901  |
| 11          | Мидлсбро                | 3:1  | Ньюкасл Юнайтед   | 9 февраля 1901  |
| 12          | Вест Бромвич Альбион    | 1:0  | Манчестер Сити    | 9 февраля 1901  |
| 13          | Сандерленд              | 1:2  | Шеффилд Юнайтед   | 9 февраля 1901  |
| 14          | Ньютон Хит              | 0:0  | Бернли            | 9 февраля 1901  |
| Переигровка | Бернли                  | 7:1  | Ньютон Хит        | 13 февраля 1901 |
| 15          | Вулидж Арсенал          | 2:0  | Блэкберн Роверс   | 9 февраля 1901  |
| 16          | Тоттенхэм Хотспур       | 1:1  | Престон Норт Энд  | 9 февраля 1901  |
| Переигровка | Престон Норт Энд        | 2:4  | Тоттенхэм Хотспур | 13 февраля 1901 |

## Второй раунд
| №           | Хозяева           | Счёт | Гости                   | Дата            |
| ----------- | ----------------- | ---- | ----------------------- | --------------- |
| 1           | Ноттс Каунти      | 2:3  | Вулверхэмптон Уондерерс | 23 февраля 1901 |
| 2           | Астон Вилла       | 0:0  | Ноттингем Форест        | 23 февраля 1901 |
| Переигровка | Ноттингем Форест  | 1:3  | Астон Вилла             | 27 февраля 1901 |
| 3           | Болтон Уондерерс  | 0:1  | Рединг                  | 23 февраля 1901 |
| 4           | Мидлсбро          | 5:0  | Кеттеринг               | 23 февраля 1901 |
| 5           | Смолл Хит         | 1:0  | Бернли                  | 23 февраля 1901 |
| 6           | Шеффилд Юнайтед   | 2:0  | Эвертон                 | 23 февраля 1901 |
| 7           | Вулидж Арсенал    | 0:1  | Вест Бромвич Альбион    | 23 февраля 1901 |
| 8           | Тоттенхэм Хотспур | 2:1  | Бери                    | 23 февраля 1901 |

## Третий раунд
| №           | Хозяева                 | Счёт | Гости                | Дата          |
| ----------- | ----------------------- | ---- | -------------------- | ------------- |
| 1           | Рединг                  | 1:1  | Тоттенхэм Хотспур    | 23 марта 1901 |
| Переигровка | Тоттенхэм Хотспур       | 3:0  | Рединг               | 27 марта 1901 |
| 2           | Вулверхэмптон Уондерерс | 0:4  | Шеффилд Юнайтед      | 23 марта 1901 |
| 3           | Мидлсбро                | 0:1  | Вест Бромвич Альбион | 23 марта 1901 |
| 4           | Смолл Хит               | 0:0  | Астон Вилла          | 23 марта 1901 |
| Переигровка | Астон Вилла             | 1:0  | Смолл Хит            | 27 марта 1901 |

## Полуфиналы
| Шеффилд Юнайтед | 2:2 | Астон Вилла |
| --------------- | --- | ----------- |
|                 |     |             |

| Тоттенхэм Хотспур | 4:0 | Вест Бромвич Альбион |
| ----------------- | --- | -------------------- |
|                   |     |                      |

Переигровка
| Шеффилд Юнайтед | 3:0 | Астон Вилла |
| --------------- | --- | ----------- |
|                 |     |             |

## Финал
Финал прошёл 20 апреля 1901 года на лондонском стадионе «Кристал Пэлас». В нём встретились «Тоттенхэм Хотспур» и «Шеффилд Юнайтед». Более 114 тысяч зрителей наблюдали за тем, как команды сыграли вничью со счётом 2:2.
В переигровке, которая состоялась через неделю на стадионе «Бернден Парк», победу одержал «Тоттенхэм» со счётом 3:1. «Шпоры» стали первым в истории клубом, выигравшим Кубок Англии, не являясь при этом членом Футбольной лиги.

### Матч
| Тоттенхэм Хотспур | 2:2     | Шеффилд Юнайтед         |
| ----------------- | ------- | ----------------------- |
| Браун 23′ 51′     | (отчёт) | Прист 10′ · Беннетт 52′ |

| Тоттенхэм Хотспур | Шеффилд Юнайтед |

### Переигровка
| Тоттенхэм Хотспур                  | 3:1     | Шеффилд Юнайтед |
| ---------------------------------- | ------- | --------------- |
| Кэмерон 52′ · Смит 76′ · Браун 87′ | (отчёт) | Прист 40′       |